# 職権探知主義
職権探知主義（しょっけんたんちしゅぎ、英語: Inquisitorial system）とは、裁判所が判決の基礎をなす事実の確定に必要な資料（訴訟資料）の提出（＝事実の主張＋証拠の申し出）を当事者の意思のみに委ねず、裁判所の職責ともするたてまえをいう。反意語は当事者主義（英語: Adversarial system）。
なお、刑事事件や行政事件における職権進行主義（独: Amtsbetrieb、Offizialmaxime）は異なるものである。

## 概要
職権探知主義の下では、裁判所は、当事者が主張してもいない事実を判決の基礎とすることができるし、当事者が申し出てもいない証拠を職権で取り調べることができる（例：人事訴訟法20条「裁判所は、当事者が主張しない事実をしん酌し、かつ、職権で証拠調べをすることができる」）。

## 歴史
中世ヨーロッパでは当事者主義が主流であり、当事者の告発がなければ裁判が行えなかったが、12世紀のカトリックの異端審問により、職権探知主義が拡大した。神聖ローマ帝国においては1498年に職権探知主義が制度化した。
ヨーロッパでは19世紀に法律が成文化されるようになり、アンシャン・レジーム下の裁判から近代的裁判への転換があった。すなわち職権探知主義を基礎として、検察官の調査権が制限されるようになり、弁護人の権利が拡大した。
また、制定法主義（Civil law）は職権探知主義であり、判例主義（Common law）は当事者主義であるというような区別はし難い。コモンローにも職権探知主義的な古代ローマの調停制度が取り入れられているなど、混在していることが通常である。スコットランド、ケベック、ルイジアナでは実体法は制定法主義を基礎としているが、訴訟法・手続法については長年、イギリスの当事者主義が採用されている。

## 各国の職権探知主義

### フランス
刑事事件には予備審問の制度が設けられており、殺人や強姦などの重罪、横領、公金不正、汚職などの複雑な犯罪の場合に、治安判事（フランス語: juge d'instruction）も証拠収集を行う。

### 米国
裁判官が検察官を兼ねる場合もある。一例を上げれば、ニューヨーク市交通違反局は軽微な交通違反を扱う法廷については、裁判の迅速化のために検察官を兼ねた裁判官が起訴する。手続は標準化されており、尋問が行われ、罰金が設定され、判決が下され、これについての当事者の異議申立は記録される。

### 日本
戦後日本は当事者主義を基礎とすることになり、民事訴訟は「私益に関する事項は当事者の自由な処理に任せるべきである」という思想に基づき予備審問が廃され、訴訟資料の提出（＝事実の主張＋証拠の申し出）を当事者の権能と責任とする建前（弁論主義）がとられているが、判決の効力が訴訟の当事者間だけでなく第三者にも及ぶ（例えば，認知の訴えが認められれば、元々の子供たちにとっては兄弟姉妹が増え相続分が減る）場合がある。
このように訴訟資料の提出を訴訟当事者だけに任せておくと第三者の権利を害する恐れもあるので、裁判所も事実関係を探知し証拠を収集できるようにする必要がある。そこで人事訴訟では、上記のとおり職権探知主義がとられる。
行政事件訴訟では、処分又は裁決を取り消す判決は第三者に対しても効力を有する（行政事件訴訟法32条）。そのため、裁判所は、必要があると認めるときは、職権で、証拠調べをすることができることになっている（同法24条）。

## 関係条文
- 人事訴訟法19条、20条
- 行政事件訴訟法24条